# 長鰭褐鱈
長鰭褐鱈，為輻鰭魚綱鱈形目褐鱈科的其中一種，分布於西大西洋加拿大至美國佛羅里達海域，深度90-1500公尺，體長可達42公分，棲息在大陸棚沙泥底質底層水域，以甲殼類、軟體動物等為食，生活習性不明。